# 웩스퍼드 FC
웩스퍼드 FC(Wexford F.C.)는 아일랜드 크로사베그를 연고로 하는 축구팀이다. 이 팀은 2007년에 창단되었으며, 현재 리그 오브 아일랜드 퍼스트 디비전에 참가하고 있다.